# Ура-Тюбинська область
Ура-Тюбинська область (тадж. вилояти Ӯротеппа) — адміністративно-територіальна одиниця Таджицької РСР, що існувала в 1945—1947 роках. Обласним центром було місто Ура-Тюбе.

## Історія
Ура-Тюбинська область була утворена 19 січня 1945 року із південної частини Ленінабадської області. Розташовувалася в горах Тянь-Шаня та Гіссаро-Алая.
Указом Президії Верховної Ради СРСР від 23 січня 1947 року область було ліквідовано, адміністративні райони області увійшли до складу Ленінабадської области Таджицької РСР.

## Склад
Відповідно до указу Президії Верховної Ради СРСР від 19 січня 1945 року до складу області були включені райони Ганчинський, Захматабадський, Калінінабадський, Колхозчіонський, Матчинський, Пенджикентський, Ура-Тюбинський та Шахристанський.

## Керівництво області

### Голови облвиконкому
1. Хусанджанов Бабаджан (січень 1945 — 1946)

### 1-і секретарі обкому КП(б) Таджикистану
1. Рахмат-заде Усман Курбанович (січень 1945 — січень 1947)